# Astrotricha longifolia
Astrotricha longifolia là một loài thực vật có hoa trong Họ Cuồng. Loài này được Benth. mô tả khoa học đầu tiên năm 1837.